# Orco Loco
Orco Loco è un'opera teatrale scritta dall'autore e scrittore Andrea G. Pinketts ed interpretata dal cantautore Francesco Baccini.
L'opera ha una struttura a metà tra il musical e la commedia. Prodotta con il patrocinio del Teatro Franco Parenti di Milano e messa in scena nel 2004, è stata rappresentata in numerosi teatri italiani.